# Vilhelm Herold
Vilhelm Christoffer Herold (født 19. marts 1865 i Hasle (Bornholm), død 15. december 1937 i København) var en verdensberømt dansk operasanger og kongelig kammersanger.
Han var søn af bagermester Julius Gottfred Herold og Margrethe Jensen. Han blev gift i 1895 med Magdalene Marguerit Louise von Gersdorff.
Herold blev lærer fra Jelling Seminarium i 1886. Han blev ansat som kommunelærer i København 1889, hvor han tog timer i sang hos Jerndorff og Leopold Rosenfeld, og i Paris. Han debuterede på Det Kongelige Teater 1893 i titelrollen i Charles Gounods Faust.
Han var 1893-1903 Det kgl. Teaters førende tenor samtidig med, at han udøvede en udstrakt international koncertvirksomhed: Verdensudstillingen i Chicago 1893, gæstespil i Covent Garden i London, Den Kejserlige Opera i Berlin, i Prag osv. Herold blev kgl. kammersanger i 1901. Hans stemme blev optaget på voksvalse i 1904. I 1915 trak han sig på toppen af sin karriere fra sin aktive rolle som sanger og blev 1922-1924 pga. sin kollegialitet og venlighed en værdsat operadirektør ved Det kgl. Teater. Han mistede sin formue ved Landmandsbankens krak og blev lærer ved operaskolen. Herold gav gerne gratis undervisning til fattige talenter som Edith Oldrup og Erik Sjøberg, der var bornholmer. 
Herold var en habil billedhugger, og hans første portrætbuste blev købt af Statens Museum for Kunst i 1906. Det var fortrinsvis venner og bekendte han modellerede. Blandt vennerne var P.S. Krøyer og Michael Ancher. Herold uropførte Jeppe Aakjærs og Carl Nielsens "Jens Vejmand".
Han blev Ridder af Dannebrog 1904 og Dannebrogsmand 1914 og tildelt Fortjenstmedaljen af guld 1915. Han fik også tildelt græske, prøjsiske, saksiske og svenske ordener.
Herold fik 1908-10 bygget en villa, Ryborg, i nationalromantisk stil på Ryvangs Allé 22 i Ryvangen. Arkitekten var Jens Ingwersen; huset blev udvidet i 1936 og er på over 800 kvadratmeter.
Han er begravet på Hasle Kirkegård. I 1983 åbnedes en mindestue i hans fødehjem i Hasle. Den blev flyttet til Rønne og derefter i 2011 nedlagt.
- Herold i titelrollen i Axel Grandjeans opera Oluf i 1897
- Herold i Aida i 1908